# Jetée de Clevedon
Pour les articles homonymes, voir Pier.
 (avril 2023).
Si vous disposez d'ouvrages ou d'articles de référence ou si vous connaissez des sites web de qualité traitant du thème abordé ici, merci de compléter l'article en donnant les références utiles à sa vérifiabilité et en les liant à la section « Notes et références ».

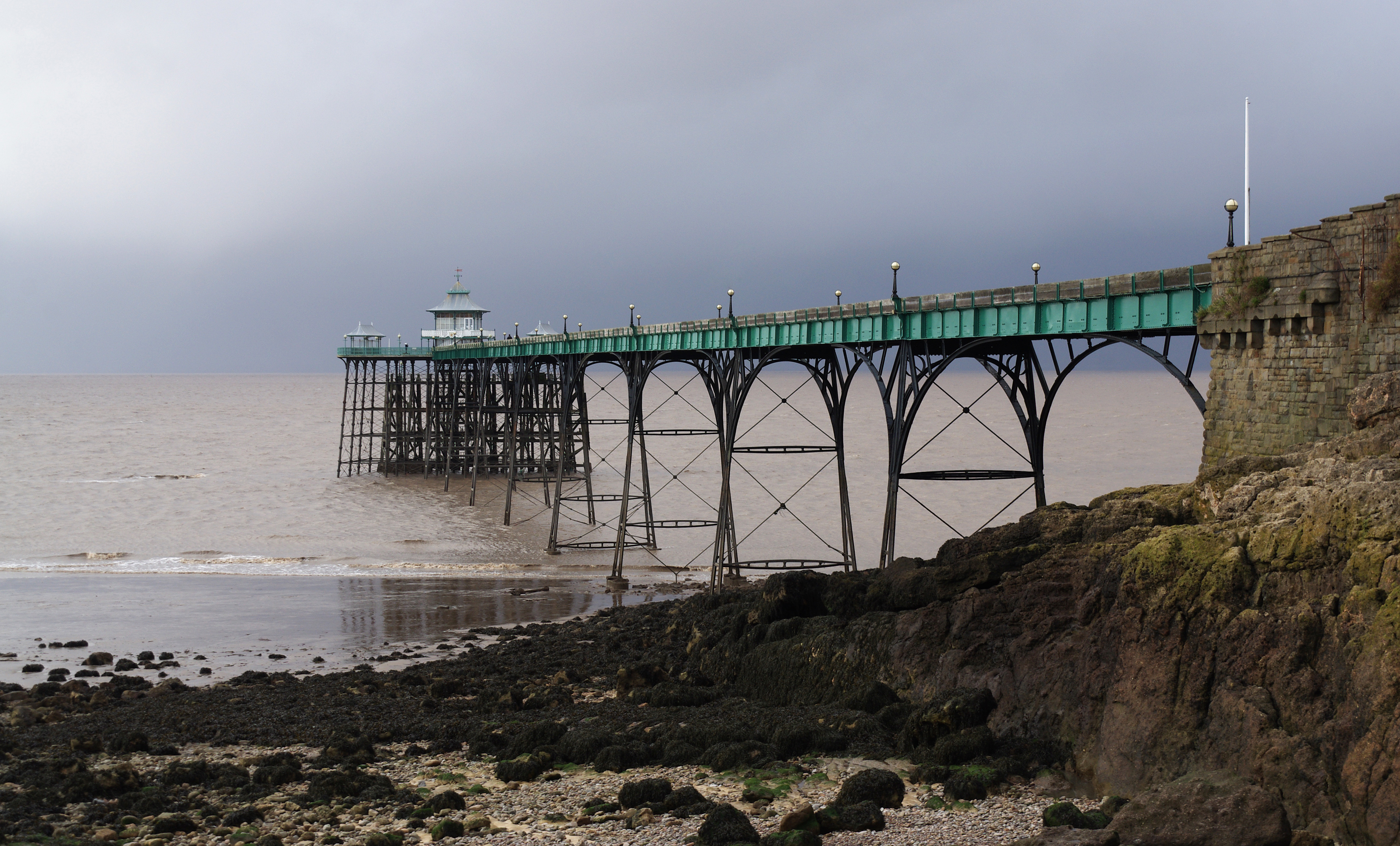
La jetée de Clevedon

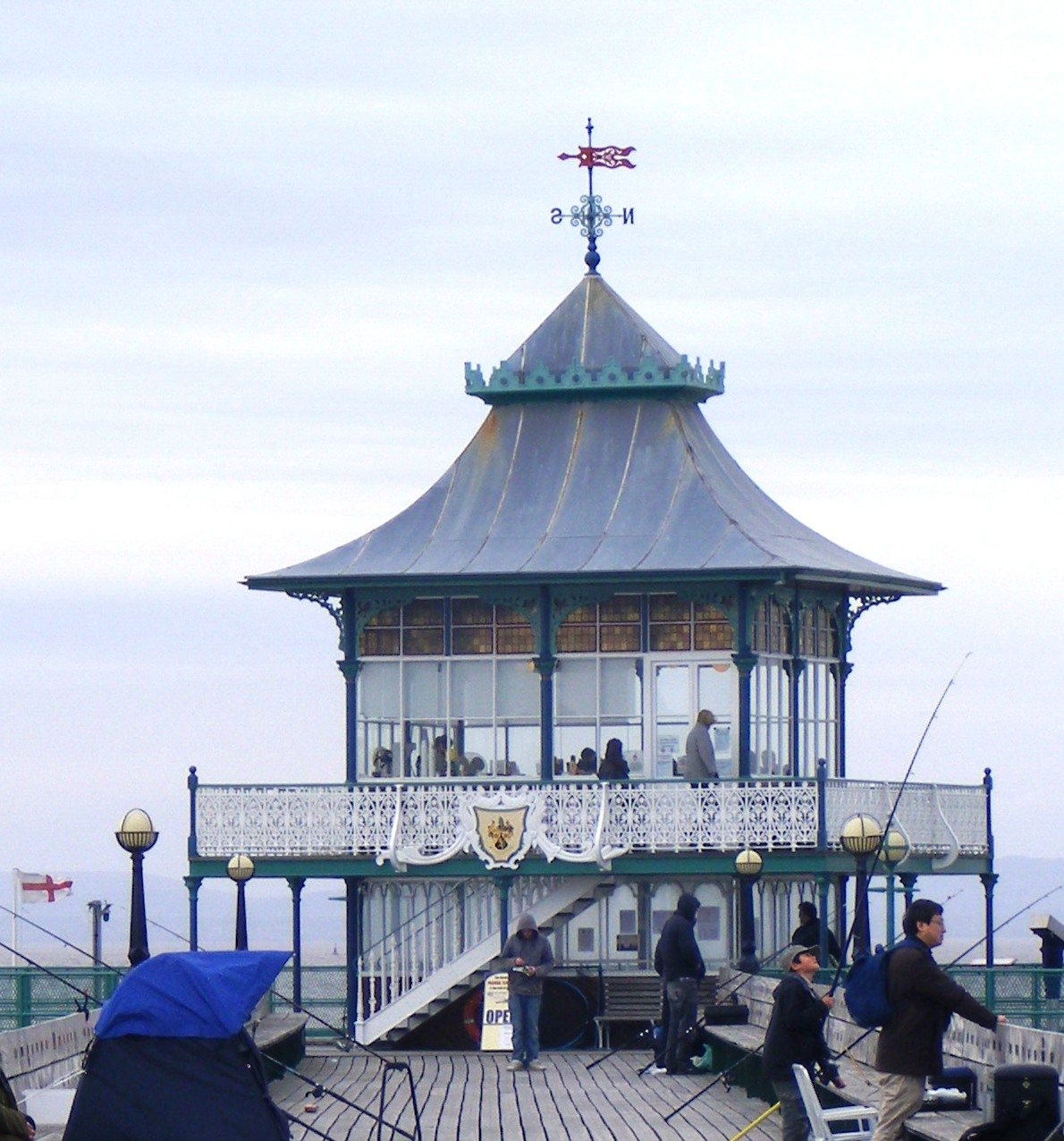
Le pavillon

La jetée de Clevedon (Clevedon Pier ) est une jetée située sur la plage de Clevedon, dans le comté du Somerset (district du North Somerset) en Angleterre. Dessinée par Hans Price et construite en 1860 par John William Grover et Richard Ward, elle est constituée d'un pont en bois supporté par huit arceaux en acier, sur lequel repose à son extrémité un petit pavillon carré en verrière. Elle fait 310 m de long, 5 m de large et 4,30 m de hauteur. Elle a été ouverte au public en 1869. Elle est avec la jetée ouest (West Pier) de Brighton (aujourd'hui entièrement détruite) l'une des deux jetées « piers » classées monument historique (Grade one listed) en Grande-Bretagne.

## Anecdotes
- Le groupe britannique One Direction a tourné son onzième clip, celui de la chanson You and I sur la jetée de Clevedon en 2014. Le clip est publié le 18 avril de la même année, sur la chaîne YouTube du groupe, juste avant le début de sa tournée mondiale, le Where We Are Tour, comme une ultime déclaration à ses fans, avant de partir à leur rencontre.